# Gliese 445
Gliese 445 (AC+79 3888) – gwiazda w gwiazdozbiorze Żyrafy, znajdująca się w odległości 17 lat świetlnych od Słońca.

## Charakterystyka
Jasność wizualna tego czerwonego karła to 10,8m, jest on zatem słabym obiektem i można go dostrzec dopiero przy użyciu teleskopu. Należy do typu widmowego M4. Jest to jedna z najbliższych gwiazd, o czym świadczy jej duża paralaksa i ruch własny po niebie. Ponadto gwiazda w swoim ruchu dookoła centrum Galaktyki zbliża się do Słońca i za 45 tysięcy lat osiągnie minimalną odległość 1,06 pc (3,46 ly).

## Sondy Voyager
Za około 40 000 lat sonda kosmiczna Voyager 1 przeleci w odległości 1,64 roku świetlnego od tej gwiazdy, natomiast sonda Voyager 2 za około 44 000 lat zbliży się do niej na odległość 2,77 lat świetlnych. Sytuacja ta będzie głównie wynikiem zbliżenia Gliese 445 do Słońca na odległość ok. 4 lat świetlnych, a nie dotarcia sond kosmicznych Voyager na znaczną odległość od Słońca.